# Avima chapmani
Avima chapmani is een hooiwagen uit de familie Agoristenidae.